# María Rosario de Parada
María Rosario de Parada (Zaragoza, 1921-Zaragoza, 2013) fue una periodista, escritora de ficción e historiadora aragonesa, una de las pioneras del periodismo femenino y defensora del espacio de la mujeres dentro de la profesión.

## Biografía
Nació en 1921 en Zaragoza, vivió en la finca familiar La Mezquita, ubicada entre La Sotonera y la Hoya de Huesca. Cuando tenía apenas 14 años, estalló la Guerra civil española. Ingresó como voluntaria en la oficina que el Gobierno Civil de Zaragoza abrió para fichar bajas, consolar a las familias de los primeros muertos o archivar partes de heridos. Recién terminada la guerra se casó con Hernán Palacio, apasionado de los libros y especialista en la encuadernación.
A principios de los años cincuenta, ante las dificultades económicas que se vivían en España,  emigró a Argentina con su esposo y sus cinco hijos. Allí vivió y trabajó en Mar del Plata durante casi tres años. Mientras atendía a su familia, se ganó la vida con dos máquinas de tricotar y la colaboración de una mujer de origen italiano que sería clave en su vida, Erminda Borghetti, a la que más tarde haría protagonista de una de sus novelas.
De vuelta a Zaragoza en 1959, perdió a uno de sus hijos atropellado por un tranvía en la calle del Coso de la capital aragonesa.

### Trayectoria profesional
Empezó a colaborar con el diario El Noticiero en 1959, pero por tener familia numerosa no le permitieron entrar en plantilla.
Cuando cerró El Noticiero en 1977, fue conferenciante y dinamizadora cultural a través del Ateneo de Zaragoza, y a cuya Junta perteneció durante doce años. También dirigió su revista. Al mismo tiempo, continuaba con su labor periodística en otras publicaciones, como La Hoja del Lunes, el Diario de Barcelona o el Anuario de Aragón. En estos medios realizó reportajes, textos de opinión, entrevistas, crónicas políticas, etc. Fue, con Gloria Arias, una de las pioneras de la mujer en la prensa.
Ganó entre 1960 y 1963 tres concursos con guiones históricos en Radio Nacional y en 1966 fue homenajeada por la Asociación de la Prensa de Aragón. Fue presidenta de la Asociación Aragonesa de Amigos del Libro.
En 1981 logró uno de sus grandes sueños cuando remató, ya con sesenta años, los estudios para la licenciatura de Periodismo en la Universidad Autónoma de Barcelona. En los años noventa concentró su más intensa actividad como escritora publicando varios libros de reportajes y novelas.
María Rosario se retiró en 2011 cuando perdió la vista. Falleció en Zaragoza el 13 de septiembre de 2013 a los 92 años y está enterrada en Santa Cruz de la Serós.

## Obra
Algunas de su novelas publicadas son las siguientes:
- Pedro Laín Entralgo (1994).[11]

- Entre dos fuegos (1995).[12]
- Erminda Borgheti, una mujer (2004). Novela finalista del premio Planeta.[5][13]
- El testamento de una reina (2007).[14]

Y reportajes o ensayos:
- Ferrocarril de Zaragoza a Francia por Canfranc (1991)[15]
- El pueblo gitano en España y Aragón (1997).[16]
- Manifiesto de un jubilado (1999).[17]

## Premios y reconocimientos
- En 1996, fue finalista del Premio Planeta con su novela Erminda Borgheti, una mujer (2004).[9][13]
- En 2011, la escritora jacetana Carmen Bandrés le dedicó una biografía: María Rosario de Parada. El arte de vivir.[4][18]